# Zew wolności
Zew wolności – amerykańsko-francusko-australijski dramat z 1992 roku na podstawie powieści Bryce'a Courtenaya.

## Główne role
- Guy Witcher - P.K. (lat 7)
- Armin Mueller-Stahl - Doc
- Paul Tingay - Dziadek
- Hywell Williams - Kapitan
- Michael Brunner - Komendant Van Zy
- Clive Russell - Sierżant Bormann
- Gert Van Niekirk - Porucznik Smit
- Morgan Freeman - Geel Piet
- Simon Fenton - P.K. (lat 12)
- John Gielgud - St. John
- Stephen Dorff - P.K. (lat 18)
- Dominic Walker - Morrie Gilbert
- Fay Masterson - Maria
- Brian O'Shaughnessy - Pułkownik Bretyn
- Daniel Craig - Sierżant Botha

## Fabuła
RPA, II wojna światowa. Brytyjski chłopiec nazywany P.K. w wieku 7 lat traci rodziców. Trafia do szkoły z internatem, gdzie jest jedynym angielskim dzieckiem i z tego powodu jest prześladowany. Przygarnia go przyjaciel dziadka - profesor von Vollensteen zwany "Doc"-iem. Mimo tego, że jest Niemcem, wychowuje go jak swojego wnuka. Odkrywa w nim talent do gry na fortepianie, wciąga go do pomocy w ogrodzie kaktusowym. Decyzją władz brytyjskich wszyscy Burowie są internowani, wśród nich jest Doc. P.K. codziennie go odwiedza. Przy okazji poznaje czarnoskórego Geela Pieta, który zaczyna uczyć go boksu. Po wojnie chłopak kontynuuje treningi bokserskie u Pieta i zapisuje się do prywatnej szkoły. Tam poznaję Marię, córkę przywódcy nacjonalistów w RPA.